# StarLAN
StarLAN był pierwszą implementacją sieci komputerowej Ethernet na skrętce.
W połowie lat osiemdziesiątych dwudziestego wieku Tim Rock (AT&T), Richard Bennett oraz Pat Thaler (HP) wraz z innymi członkami komitetu standaryzacyjnego IEEE 802.3 rozwinęli StarLAN pracujący z prędkością 1Mb/s. Rozwiązanie to stało się oficjalnym standardem znanym jako 1BASE5. Standard ten definiował sieć o szybkości 1Mb/s i zasięgu 500 metrów, w której sygnał był przenoszony przy pomocy modulacji w paśmie podstawowym. 1BASE5 został przyjęty i rozwinięty przez różne firmy m.in. Hewlett-Packard oraz Ungermann-Bass.
StarLAN stanowił podstawę dla stworzenia późniejszego standardu 10Base-T. Pierwotny schemat modulacji zastosowany w StarLAN stał się podstawą dla standardu 10BASE-T w wyniku dodaniu sygnału link beat (umożliwiał łatwe wykrycie, czy kabel jest dołączony czy nie) oraz późniejszym zaimplementowaniu transmisji full-duplex (dzięki której możliwy stał się jednoczesny odbiór i nadawanie). 
Głównym celem projektantów StarLAN było stworzenie rozwiązania mogącego działać w tym samym medium, w której przesyłany był analogowy sygnał telefoniczny. Modulacja sygnału oraz para przewodów w skrętce, wykorzystana do jego przesyłania, musiały być tak dobrane, aby nie powodowały zakłóceń oraz nie były zakłócane, ani przez normalny analogowy sygnał rozmowy telefonicznej, ani przez 20Hz, wysoko-napięciowy sygnał dzwonienia.
Aby podołać tym ograniczeniom ostatecznie zastosowano TIA-568B jako standard budowy kabli telekomunikacyjnych. W skrętce zbudowanej z czterech par skręconych przewodów, pary dwa oraz trzy (pomarańczowa i zielona) zostały wykorzystane do przenoszenia danych w sieci StarLAN. W punkcie końcowym, aby doprowadzić sygnał do dwóch miejsc docelowych, stosowano rozgałęziacz RJ-45. Takie proste połączenie przenoszenia sygnału mowy i danych w jednym kablu w krajach, w którym kable zakończone złączem RJ45 występowały powszechnie, w 1984 roku było uznawane za rozwiązanie rewolucyjne.